# 269 pr. n. št.

## Rojstva
- Atal I. Soter, kralj Pergamona († 197 pr. n. št.)